# IC 2156
IC 2156 bezeichnet im Index-Katalog mehrere scheinbar dicht beieinander liegende Sterne im Sternbild Gemini auf der Ekliptik. die wahrscheinlich ein Teil des offenen Sternhaufens IC 2157 sind. Der Katalogeintrag geht auf eine Beobachtung des britischen Astronomen Thomas Espin am 11. Januar 1899 zurück.